# By the Way (album)
By the Way is het achtste studioalbum van de Red Hot Chili Peppers. Het verscheen in 2002 en wordt beschouwd als de muzikale voortzetting van Californication. Het album verscheen op zowel cd als lp.

## Lijst met nummers
1. "By the Way" – 3:37
2. "Universally Speaking" – 4:19
3. "This Is the Place" – 4:17
4. "Dosed" – 5:12
5. "Don't Forget Me" – 4:37
6. "The Zephyr Song" – 3:52
7. "Can't Stop" – 4:29
8. "I Could Die for You" – 3:13
9. "Midnight" – 4:55
10. "Throw Away Your Television" – 3:44
11. "Cabron" – 3:38
12. "Tear" – 5:17
13. "On Mercury" – 3:28
14. "Minor Thing" – 3:37
15. "Warm Tape" – 4:16
16. "Venice Queen" – 6:08